# Africano Fábio Máximo
Africano Fábio Máximo (em latim: Africanus Fabius Maximus) foi um senador romano da gente Fábia eleito cônsul em 10 a.C.. Ele era o filho mais novo de Quinto Fábio Máximo, cônsul em 45 a.C. e aliado de Júlio César, e irmão de Paulo Fábio Máximo, cônsul em 11 a.C., e de Fábia Paulina, esposa de Marco Tício, cônsul em 31 a.C.. É incerto se o seu nome oficial era Quinto Fábio Máximo Africano (em latim: Quintus Fabius Maximus Africanus). Seu nome seria uma homenagem ao seu famoso antepassado Cipião Africano Emiliano.

## Carreira
A carreira de Áfricano Fábio Máximo é muito menos conhecida do que a de seu irmão. Supõe-se que o posto mais antigo exercido por ele seria o de tribuno militar na Hispânia, embora nem isto seja certo. Seus dois únicos postos civis conhecidos com certeza são o de cônsul em 10 a.C. (com Julo Antônio) e o de procônsul da África entre 6 e 5 a.C. Sabe-se também que Africano foi admitido no colégio dos septênviros epulões em algum momento de 25 a.C.
Foi durante seu mandato na África proconsular que Africano cunhou algumas moedas com sua efígie.

## Família
Embora não se saiba se Africano se casou, é possível que ele seja o pai de Fábia Numantina, que também pode ser filha de seu irmão Paulo.